# Kurt Franz
Kurt Hubert Franz (Düsseldorf, 17 de enero de 1914 - Wuppertal, 4 de julio de 1998) fue un oficial de la SS, participante en el Holocausto de la Segunda Guerra Mundial como comandante del campo de exterminio de Treblinka en sus últimos días en 1943.

## Participación en el Holocausto
Franz se enroló en la Wehrmacht en 1935 para cumplir el Servicio Militar Obligatorio. Al salir se une voluntariamente a la SS, con el número de ficha 316.909, fue destacado en 1938, al equipo de administradores del Campo de concentración de Buchenwald. En 1940, fue asignado al programa Aktion T4 donde estuvo implicado directamente en el asesinato de pacientes y personas con retrasos mentales en los centros de Grafeneck, Hartheim y Brandenburg. 
El 20 de abril de 1942, recién ascendido al rango de SS Scharführer fue transferido al campo de exterminio de Belzec y en septiembre de ese año, pasa al Personal de oficiales del campo de exterminio de Treblinka bajo las órdenes directas del Comandante Franz Stangl. Franz se distinguió por su excesiva crueldad y maltrato hacia los prisioneros quienes lo llamaban Lalka "Muñeca" en polaco pues, tenía aspecto femenino. Fue promovido al rango de oficial, como SS Untersturmführer (Subteniente) por instrucciones directas de Heinrich Himmler. Franz no estuvo presente durante la revuelta de Treblinka, el 2 de agosto de 1943, donde era uno de los objetivos principales de la Resistencia del campo. Posteriormente estuvo encargado del desmantelamiento de las estructuras del campo y la ejecución de los últimos contingentes de prisioneros que realizaron dicha tarea. Después de esto, fue enviado a Trieste a luchar contra los partisanos y judíos armados en los bosques de Italia, donde resultó herido en acción.

## El fin
Después de la guerra, Franz vivió trabajando como obrero de la construcción y como cocinero hasta que fue detenido en 1959 y llevado a juicio. El proceso se realizó entre 1964 y 1965 y se le acusó por crímenes contra la humanidad al haber asesinado de manera directa al menos a 139 detenidos y colaborado en el gaseamiento de 300.000 personas. Si bien fue condenado a cadena perpetua, Franz fue liberado en 1993 por razones de salud, tras 34 años en prisión. 
Falleció el 4 de julio de 1998, en Wuppertal, Alemania. 